# Deutschlandspiegel

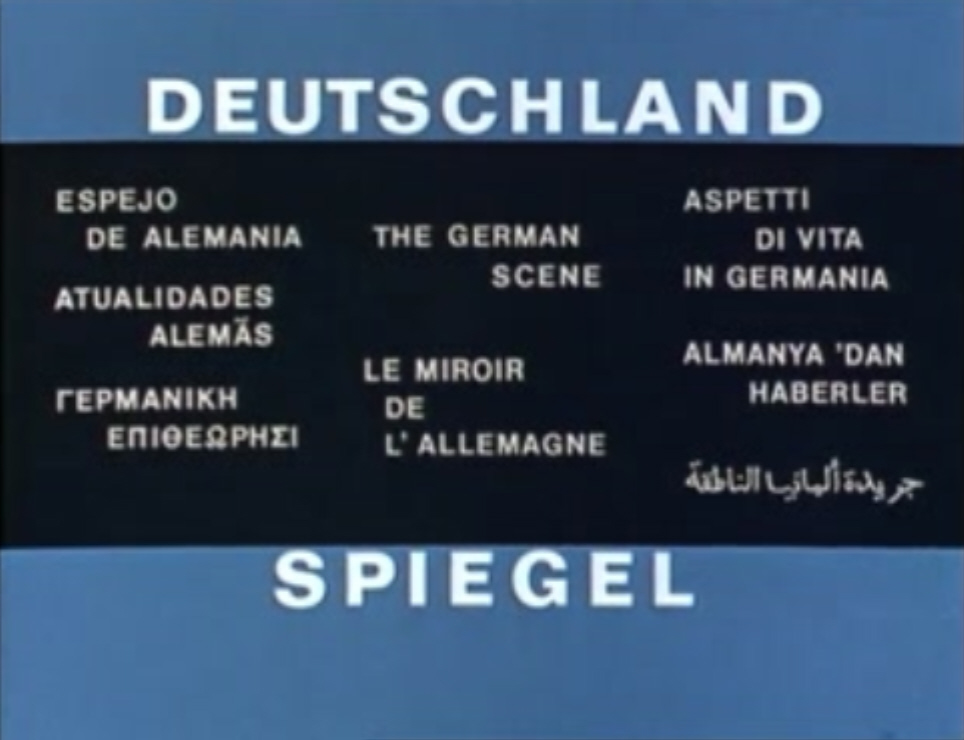
Vorspanntitel des Deutschlandspiegels Nr. 217, 27. September 1972

Der Deutschlandspiegel war ein monatliches Filmmagazin.
Der Deutschlandspiegel wurde im Auftrag des Bundespresseamts produziert und diente der Selbstdarstellung der Bundesrepublik Deutschland im Ausland. Die jeweils etwa 15 Minuten langen Folgen bestanden zumeist aus einer Reihe in sich abgeschlossener Kurzbeiträge zu unterschiedlichen aktuellen Themen, darunter zu Aspekten von Politik, Kultur, Wirtschaft und Gesellschaftsleben.
Die erste Folge des Deutschlandspiegels erschien im November 1954, die letzte im Dezember 2004. Insgesamt entstanden 603 Ausgaben, die entsprechend ihrem Verwendungszweck in mehreren Sprachen synchronisiert wurden, darunter Spanisch, Japanisch, Englisch, Französisch und Italienisch. Ab Juli 1970 wurde der bis dahin in Schwarz-Weiß gehaltene Deutschlandspiegel in Farbe produziert. Bis 1992 erfolgte die Verbreitung in Form von Kopien auf 16-mm- und 35-mm-Film, danach auf VHS-Kassette.
Produziert wurde der Deutschlandspiegel von der in Remagen ansässigen Filmproduktionsfirma Deutsche Reportagefilm GmbH, die vollständig vom Bundespresseamt abhängig war.
Da der Deutschlandspiegel für die Verbreitung im Ausland vorgesehen war, ist er in Deutschland selber nahezu unbekannt, obwohl er fünf Jahrzehnte lang ohne Unterbrechung produziert wurde.